# John Prine
John Prine (Maywood, Illinois, 1946. október 10. – Nashville, Tennessee, 2020. április 7.) Grammy-díjas amerikai dalszerző, énekes. 1971-es bemutatkozó albuma felkerült a Rolling Stone magazin 2012-ben összeállított, 500 legjobb nagylemezt felsoroló listájára a 452. helyen (a 2003-ban kiadott listán a 458. helyen állt).
A COVID–19 járvány áldozata. Néhány nappal a halála előtt, Joan Baez 2020. március 29-i karanténdalát neki írta For John Prine címen.

## Életpályája
Maywoodban, Chicago egyik külvárosában nőtt fel. 14 éves korától testvére, David tanította gitározni. Katonai szolgálatának letelte után visszatért Chicagóba. Az 1970-es évek  elejétől jelentek meg a lemezei.

## Diszkográfiája
| Év                                      | Album                                                | Listákon elért legmagasabb helyezések | Listákon elért legmagasabb helyezések | Listákon elért legmagasabb helyezések | Listákon elért legmagasabb helyezések | Listákon elért legmagasabb helyezések | Listákon elért legmagasabb helyezések | Lemezkiadó |
| Év                                      | Album                                                | US                                    | US Country                            | US Indie                              | US Rock                               | US Folk                               | Can                                   | Lemezkiadó |
| --------------------------------------- | ---------------------------------------------------- | ------------------------------------- | ------------------------------------- | ------------------------------------- | ------------------------------------- | ------------------------------------- | ------------------------------------- | ---------- |
| 1971                                    | John Prine                                           | 154                                   | —                                     | —                                     | —                                     | —                                     | —                                     | Atlantic   |
| 1972                                    | Diamonds in the Rough                                | 148                                   | —                                     | —                                     | —                                     | —                                     | —                                     | Atlantic   |
| 1973                                    | Sweet Revenge                                        | 135                                   | —                                     | —                                     | —                                     | —                                     | —                                     | Atlantic   |
| 1975                                    | Common Sense                                         | 66                                    | —                                     | —                                     | —                                     | —                                     | —                                     | Atlantic   |
| 1978                                    | Bruised Orange                                       | 116                                   | —                                     | —                                     | —                                     | —                                     | —                                     | Asylum     |
| 1979                                    | Pink Cadillac                                        | 152                                   | —                                     | —                                     | —                                     | —                                     | —                                     | Asylum     |
| 1980                                    | Storm Windows                                        | 144                                   | —                                     | —                                     | —                                     | —                                     | —                                     | Asylum     |
| 1984                                    | Aimless Love                                         | —                                     | —                                     | —                                     | —                                     | —                                     | —                                     | Oh Boy     |
| 1986                                    | German Afternoons                                    | —                                     | —                                     | —                                     | —                                     | —                                     | —                                     | Oh Boy     |
| 1991                                    | The Missing Years                                    | —                                     | —                                     | —                                     | —                                     | —                                     | —                                     | Oh Boy     |
| 1993                                    | A John Prine Christmas                               | —                                     | —                                     | —                                     | —                                     | —                                     | —                                     | Oh Boy     |
| 1995                                    | Lost Dogs and Mixed Blessings                        | 159                                   | —                                     | —                                     | —                                     | —                                     | —                                     | Oh Boy     |
| 1999                                    | In Spite of Ourselves                                | 197                                   | 21                                    | —                                     | —                                     | —                                     | —                                     | Oh Boy     |
| 2000                                    | Souvenirs                                            | —                                     | —                                     | —                                     | —                                     | —                                     | —                                     | Oh Boy     |
| 2005                                    | Fair & Square                                        | 55                                    | —                                     | 2                                     | —                                     | —                                     | —                                     | Oh Boy     |
| 2007                                    | Standard Songs for Average People (with Mac Wiseman) | —                                     | —                                     | 37                                    | —                                     | —                                     | —                                     | Oh Boy     |
| 2016                                    | For Better, or Worse                                 | 30                                    | 2                                     | 7                                     | —                                     | 5                                     | —                                     | Oh Boy     |
| 2018                                    | The Tree of Forgiveness                              | 5                                     | 2                                     | 2                                     | 2                                     | 1                                     | 26                                    | Oh Boy     |
| "—" denotes releases that did not chart |                                                      |                                       |                                       |                                       |                                       |                                       |                                       |            |

| Year                                    | Album                    | Peak chart positions | Peak chart positions | Peak chart positions | Peak chart positions | Label  |
| Year                                    | Album                    | US                   | US Indie             | US Rock              | US Folk              | Label  |
| --------------------------------------- | ------------------------ | -------------------- | -------------------- | -------------------- | -------------------- | ------ |
| 1988                                    | John Prine Live          | —                    | —                    | —                    | —                    | Oh Boy |
| 1997                                    | Live on Tour             | —                    | —                    | —                    | —                    | Oh Boy |
| 2010                                    | In Person & On Stage     | 85                   | —                    | 27                   | 1                    | Oh Boy |
| 2011                                    | Singing Mailman Delivers | 94                   | 20                   | 22                   | 4                    | Oh Boy |
| 2015                                    | September '78            | —                    | —                    | —                    | —                    | Oh Boy |
| "—" denotes releases that did not chart |                          |                      |                      |                      |                      |        |

| Year | Album                                | Peak chart positions | Label    |
| Year | Album                                | US                   | Label    |
| ---- | ------------------------------------ | -------------------- | -------- |
| 1976 | Prime Prine: The Best of John Prine  | 196                  | Atlantic |
| 1993 | Great Days: The John Prine Anthology | —                    | Rhino    |

| Year | Single                        | Artist              | Peak positions | Album                         |
| Year | Single                        | Artist              | US Country     | Album                         |
| ---- | ----------------------------- | ------------------- | -------------- | ----------------------------- |
| 1992 | Sweet Suzanne                 | Buzzin' Cousins     | 68             | Falling from Grace soundtrack |
| 2013 | Yes We Will                   | Maria Doyle Kennedy | –              | Sing                          |
| 2020 | Memories                      | Swamp Dogg          | –              | Sorry You Couldn't Make It    |
| 2020 | Please Let Me Go Around Again | Swamp Dogg          | –              | Sorry You Couldn't Make It    |

| Year | Title                                        | Label                      |
| ---- | -------------------------------------------- | -------------------------- |
| 2001 | John Prine – Live from Sessions at West 54th | Oh Boy Records Music Video |

| Year | Video                                                       | Director                                    |
| ---- | ----------------------------------------------------------- | ------------------------------------------- |
| 1992 | Picture Show                                                | Jim Shea                                    |
| 1992 | Sweet Suzanne (Buzzin' Cousins)                             | Marty Callner                               |
| 1993 | Speed of the Sound of Loneliness (featuring Nanci Griffith) | Rocky Schenck                               |
| 1995 | Ain't Hurtin' Nobody                                        | Jim Shea                                    |
| 2016 | Fish and Whistle (Lyric Video)                              | Northman Creative                           |
| 2016 | I'm Telling You (featuring Holly Williams)                  | Joshua Britt and Neilson Hubbard            |
| 2016 | Color of the Blues featuring Susan Tedeschi                 | Joshua Britt and Neilson Hubbard            |
| 2017 | Sweet Revenge                                               | Oh Boy Records                              |
| 2017 | In Spite of Ourselves                                       | Oh Boy Records                              |
| 2018 | The Road to 'The Tree of Forgiveness'                       | Oh Boy Records                              |
| 2018 | Knockin' On Your Screen Door                                | David McClister                             |
| 2018 | Knockin' On Your Screen Door (Lyric Video)                  | David McClister                             |
| 2018 | God Only Knows (Lyric Video)                                | Joshua Britt and Neilson Hubbard            |
| 2018 | Summer's End                                                | Kerrin Sheldon and Elaine McMillion Sheldon |
| 2018 | Summer's End (Lyric Video)                                  | Oh Boy Records                              |
| 2018 | When I Get to Heaven (Lyric Video)                          | Oh Boy Records                              |
| 2018 | Egg & Daughter Nite, Lincoln, Nebraska, 1967 (Crazy Bone)   | Oh Boy Records                              |
| 2019 | My Old Kentucky Home, Goodnight                             | Oh Boy Records                              |